# Guuugarutz
Guuugarutz ist ein Lied des österreichischen Pop-Rap-Duos Trackshittaz aus dem Jahre 2011. Die zweite Singleauskopplung aus ihrem Debütalbum Oidaah pumpn muas’s wurde von den beiden Gruppenmitgliedern Lukas Plöchl und Manuel Hoffelner selbst geschrieben sowie von Martin Kromar produziert.

## Hintergrund
Lukas Plöchl trug Guuugarutz erstmals am 7. Januar 2011 als Solostück bei der Castingshow Helden von morgen vor. In dieser hatten die teilnehmenden Kandidaten unter anderem die Möglichkeit, dem Publikum selbst komponierte Titel zu präsentieren, die sich zum Teil sehr erfolgreich in den österreichischen Charts bewährten. Der Musiker hatte in der Sendung bereits zuvor den Trackshittaz-Song Oida taunz!, welcher in Österreich zu einem Nummer-eins-Hit avancierte, einem breiteren Publikum bekannt gemacht. Die offizielle kommerzielle Veröffentlichung der Studioversion fand vier Tage später statt.
Guuugarutz wurde nach seiner Premiere mit dem Lied Kabinenparty der österreichischen Pop-Rap-Interpreten Skero und Joyce Muniz aus dem Jahre 2010 verglichen, welches die Kombination von Mundart, Hip-Hop und elektronischer Tanzmusik beliebt machte. Darauf erwiderte Plöchl jedoch, sein Lied hätte er bereits zuvor geschrieben, als er einen "Sommerhit auf Dodel" kreieren wollte. Auf die provokante Natur des Textes angesprochen meinte der Rapper weiters, das Lied sei mit Humor zu verstehen und nicht ernst zu nehmen. Er bemerkte auch, dass ähnlich geartete Zeilen in englischer Sprache für Österreicher kein Problem darstellten.
Anders als zur Vorgängersingle wurde zu Guuugarutz kein Musikvideo gedreht; seine Popularität erlangte der Titel nahezu ausschließlich durch den Auftritt Plöchls bei der Fernsehsendung.

## Musik und Text
Guuugarutz ist ein Electro-Pop-Lied im 12/8-Takt, dessen Beat aus stampfenden Bass Drums, Snares, statischen Hi-Hats und einfachen, einprägsamen Synthesizern besteht. Die Strophen werden gerappt, wobei sich die Bandmitglieder unregelmäßig abwechseln; der Refrain ist mit Falsettstimme gesungen, wobei die Vocals durch den Effekt Autotune verfremdet sind. Der Text ist zur Gänze in oberösterreichischem Dialekt verfasst und geprägt von sexuellen Euphemismen. Verwendet wird das Bild eines mit Zuckerguss gefüllten Maiskolbens (österreichisch "Kukuruz"), welchen Hennen abnagen, was symbolisch für das Sperma im Penis des Ich-Erzählers steht, welches die besungenen Frauen durch Oralsex bekommen möchten. In der ersten Strophe wird auch noch deutlich expliziter erwähnt, wie das Glied des Protagonisten durch die knappe Bekleidung Tennis spielender Frauen erigiert wird. Wie für die Trackshittaz üblich werden Männer in dem Lied als "Proleten" und Frauen als "Frutten" (etwa gleichbedeutend mit "Tussi") bezeichnet. Im Text gibt es auch vermehrt Beschreibungen idyllischer, sommerlicher Atmosphäre.

## Erfolg
In Österreich, der Heimat der Trackshittaz, war Guuugarutz ein großer kommerzieller Erfolg, dem es gelang, sich an der Spitze der Charts zu positionieren. International konnte sich das Lied in keiner weiteren Hitparade platzieren.